# Jerzy Korwin-Kijuć
Jerzy Korwin-Kijuć (ur. 2 grudnia 1911 w Dolnym Sarykamyszu, zm. 31 października 2006 w Radomiu) - jeden z ostatnich oficerów 4 Dywizjonu Artylerii Konnej, wieloletni trener lekkoatletyki Międzyszkolnego Klubu Sportowego "Orlęta Radom". Szkoleni przez niego zawodnicy zajmowali czołowe miejsca w zawodach wojewódzki i krajowych. Wieloletni pedagog.
Pochodził ze starego rodu litewskiego – Kijuciów. Po ukończeniu z 1932 Gimnazjum im. Tadeusza Kościuszki w Równem wstąpił do Szkoły Podchorążych Artylerii w Toruniu, po czym rozpoczął służbę wojskową w 4 Dywizjonu Artylerii Konnej w Suwałkach. Od 1945 pracował jako nauczyciel wychowania fizycznego w Państwowych Szkołach Przemysłowych w Radomiu.
Odznaczony został m.in. Krzyżem Kawalerskim Orderu Odrodzenia Polski, Złotym Krzyżem Zasługi i Medalem Komisji Edukacji Narodowej.